# ليه باريت
ليه باريت (بالإنجليزية: Les Barrett)‏ (22 أكتوبر 1947 في المملكة المتحدة - ) هو لاعب كرة قدم بريطاني في مركز الوسط. لعب مع نادي فولهام ونادي ميلوول وكاليفورنيا سيرف ‏ ونادي وكينغ.

## وصلات خارجية
- ليه باريت على موقع ميوزك برينز (الإنجليزية)
- ليه باريت على موقع ديسكوغز (الإنجليزية)

- ليه باريت على موقع قاعدة بيانات كرة القدم.إي يو (الإنجليزية)